# Museu das Culturas Sexuais
O Museu das Culturas Sexuais ( em ucraniano:  Музей сексу і сексуальних культур світу ) é um museu científico e educacional que explora as culturas sexuais de vários países. O primeiro deste tipo na Ucrânia e na Europa Oriental pós-soviética, está localizado em Carcóvia.

## Contexto
O museu foi fundado em 1999 pelo Departamento de Sexologia e Psicologia Médica da Academia Médica de Kharkiv. Baseado na coleção de Valentin Kryshtal, é o primeiro do gênero em qualquer país pós-soviético, bem como o primeiro na Ucrânia, o museu reflete as culturas sexuais de vários países. Foi projetado pelo arquiteto Valery Aksak. Em 2021, um museu semelhante foi inaugurado em Kiev.

## Coleções e exibições

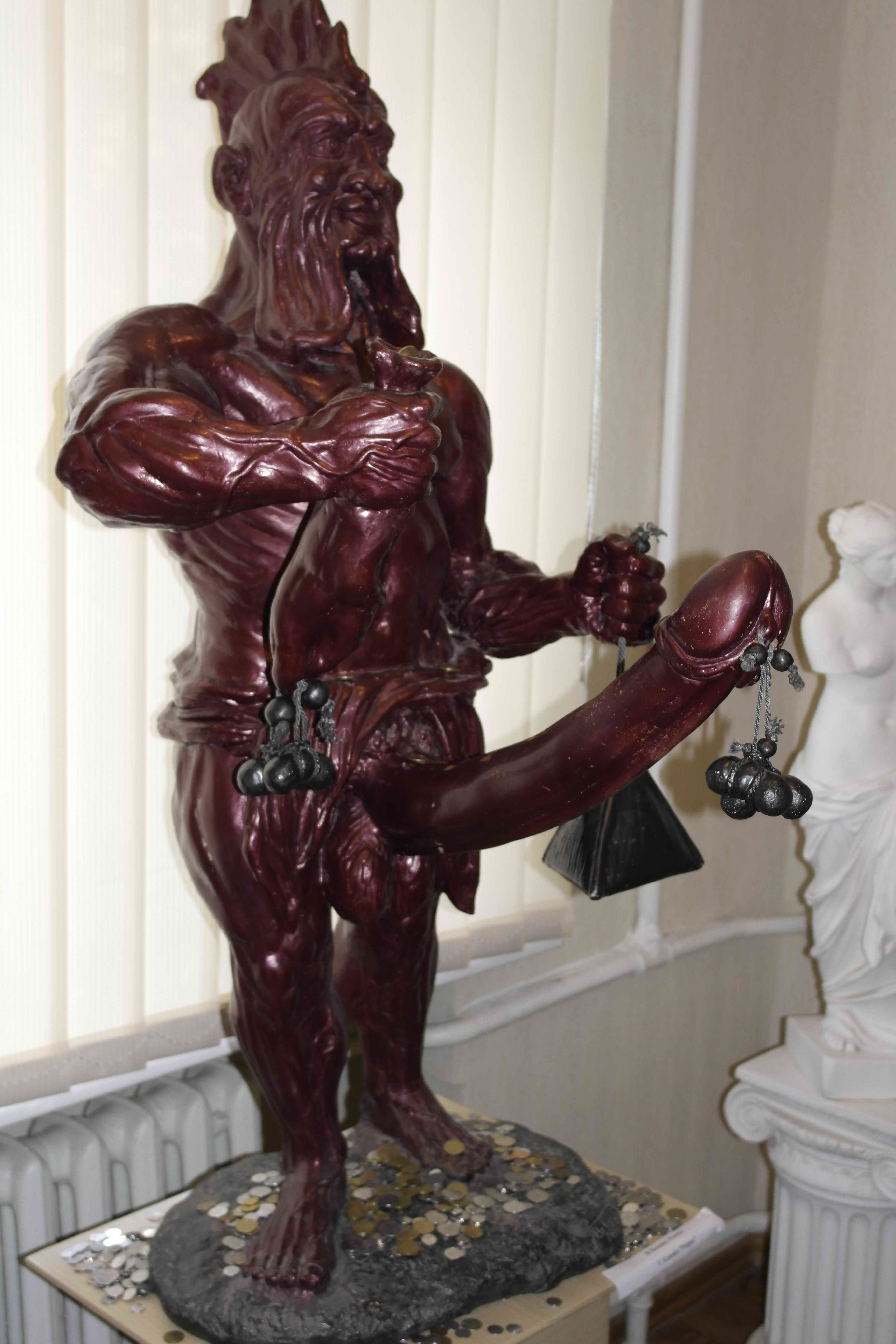
Estátua de Príapo no museu

O museu possui dez salas de exposição, que só podem ser visitadas a partir dos dezoito anos. – a idade de consentimento na Ucrânia. O museu também abriga uma galeria voltada ao público adolescente, onde são realizados eventos voltados para jovens e que podem frequentar públicos maiores de 15 anos. Tópicos como intimidade e orientação sexual estão incluídos na interpretação. É dada especial atenção à prevenção de doenças sexualmente transmissíveis, especialmente a SIDA.
A coleção inclui antiguidades, gravuras e desenhos e coleções contemporâneas de fotografias e coisas efêmeras. Também inclui um cinto de castidade medieval. Há uma estátua de Príapo à qual os visitantes podem fazer oferendas.
A oferta comercial do museu é uma sex shop. Em resposta à campanha de vacinação contra a COVID-19 na Ucrânia, o museu era uma das várias instituições culturais que os ucranianos podiam visitar gratuitamente utilizando o seu vale de vacinação.